# Guzla
La guzla es un instrumento musical de una sola cuerda similar al rabel. El babao es una guzla de tres cuerdas. Del turco guzi, cordón de crin. Del serbocroata guslati, a través del francés: Instrumento musical parecido al violón, de una sola cuerda, propio de los pueblos eslavos de los Balcanes. Instrumento musical de cuerda formado por un cuerpo en forma de pera y una sola cuerda; se toca de rodillas, frotando la cuerda con un arco: la guzla es un instrumento propio de los países balcánicos. O de origen español, usado en la Europa meridional, de origen morisco (“El Caballero de Olmedo”, de Lope de Vega). Instrumento de música de los ilirios, que es una especie de violín con una sola cuerda de crin, que suele acompañar los cantos nacionales.

## Tradición Serbia
Se encuentra inscrito cantar con el acompañamiento del Guzla en la Lista Representativa del Patrimonio Cultural Inmaterial de la Humanidad de Serbia.